# Tecoac
Tecoac, även benämnd Santa María Nativitas, är en ort i Mexiko, tillhörande kommunen Atlacomulco i den nordvästra delen av delstaten Mexiko, i den centrala delen av landet. Orten hade 3 175 invånare vid folkräkningen 2010.